# Bajt Ur al-Fauka
Bajt Ur al-Fauka – wieś w Palestynie, w muhafazie Ramallah i Al-Bira. Według danych Palestyńskiego Centralnego Biura Statystycznego w 2016 roku miejscowość liczyła 1106 mieszkańców.